# Carlo di Borbone-Soissons
Carlo di Borbone, conte di Soissons (Nogent-le-Rotrou, 3 novembre 1566 – Blandy-les-Tours, 1º novembre 1612), è stato un principe francese e comandante militare durante le guerre di religione della fine del XVI secolo.

## Biografia
Carlo era il figlio di Luigi I di Borbone-Condé, duca di Enghien, e della sua seconda moglie, Francesca d'Orléans-Longueville. Era cugino di primo grado di Enrico IV di Francia.

## Carriera
Soissons si unì alla Lega Cattolica, contrariamente agli altri componenti della sua famiglia che professavano il credo protestante. Fu più tardi persuaso ad abbracciare la fede cattolica da Enrico IV.
Combatté nella battaglia di Coutras nel 1587, frequentò gli Stati Generali a Blois nel 1588, combatté nella battaglia di Saint Symphorien nel 1589, fu fatto prigioniero a Château-Giron e, fuggendo da Nantes, si unì le forze con Enrico IV a Dieppe. Dopo la battaglia di Ivry comandò la cavalleria reale negli assedi di Parigi nel 1590, di Chartres nel 1591 e di Rouen nel 1592. Partecipò all'incoronazione di Enrico IV nel 1594. Combatté lealmente all'assedio di Laon. Conclusa la pace con la Spagna, comandò le truppe nella guerra in Savoia nel 1600.
Il re lo nominò governatore della Bretagna nel 1589. Nel 1602 fu nominato governatore del Delfinato e della Normandia nel 1610, anno in cui fu anche presente all'incoronazione di Luigi XIII. Dopo la morte di Enrico IV, Soissons si oppose alle politiche della vedova, la regina reggente Maria de' Medici. Nel 1612 Samuel de Champlain convinse Carlo ad ottenere l'ufficio di tenente generale di Luigi XIII, cosa che fece.
Dopo che i Borboni ottennero la corona francese, a corte Carlo era noto Monsieur le Comte. Questo titolo onorifico è stato sostenuto anche dal figlio Luigi e, successivamente, dai Savoia che avevano ereditato la contea dalla figlia di Carlo, Maria.
La morte di Enrico IV nel 1610 indebolì le possibilità di Samuel de Champlain di colonizzare con successo la Nuova Francia e, su consiglio di Pierre Dugua de Mons, cercò un protettore nella persona del conte di Soissons, che accettò la proposta per diventare il "padre della Nuova Francia", ottenendo dalla regina reggente l'autorità necessaria per preservare e far progredire tutto ciò che era già stato fatto e nominò Champlain suo luogotenente con un potere illimitato.

## Matrimonio
Come figlio più giovane di un ramo cadetto della dinastia reale, Luigi non poteva aspettarsi un grande patrimonio, ma gli fu assegnata la contea di Soisson tra le proprietà borboniche ereditata dalla sua bisnonna paterna, Maria di Lussemburgo. Ha anche ottenuto la contea di Dreux e le signorie di Châtel-Chinon, Noyers, Baugé e Blandy. Nel 1601 Carlo sposò Anna di Montafià (1577-1644) che portò la contea di Montafié in Piemonte, così come le signorie di Bonnétable e Lucé. Ebbero cinque figli, ma solo tre sopravvissero all'infanzia:
- Luisa di Borbone, Mademoiselle de Soissons (1603-1637), sposò Enrico II d'Orléans, duca di Longueville;
- Luigi di Borbone-Condé, conte di Soissons (1604-1641);
- Maria di Borbone-Condé, contessa di Soissons (1607-1692), sposò Tommaso Francesco di Savoia.

Dalla sua relazione con Anne Marie Bohier, signora di Rochebourdet, ebbero due figlie:
- Carlotta (?-1626), badessa di Fontevrault;
- Caterina (?-1651), badessa di Perrigne[3].

## Morte
Carlo morì il 1 novembre 1612 a Blandy-les-Tours e fu sepolto nella tomba della famiglia nella certosa di Gaillon.

## Ascendenza
|                                    |                                   |                                       | Genitori                               |  |  | Nonni |  |  | Bisnonni                        |  |  | Trisnonni                            |  |
|                                    |                                   |                                       |                                        |  |  |       |  |  | 8. Francesco di Borbone-Vendôme |  |  | 16. Giovanni VIII di Borbone-Vendôme |  |
|                                    |                                   |                                       |                                        |  |  |       |  |  | 8. Francesco di Borbone-Vendôme |  |  | 16. Giovanni VIII di Borbone-Vendôme |  |
|                                    |                                   | 17. Isabelle de Beauvau               |                                        |  |  |       |  |  | 8. Francesco di Borbone-Vendôme |  |  |                                      |  |
| 4. Carlo IV di Borbone-Vendôme     |                                   |                                       |                                        |  |  |       |  |  | 8. Francesco di Borbone-Vendôme |  |  |                                      |  |
|                                    |                                   | 9. Maria di Lussemburgo-Saint-Pol     | 18. Pietro II di Lussemburgo-Saint-Pol |  |  |       |  |  |                                 |  |  |                                      |  |
|                                    |                                   | 9. Maria di Lussemburgo-Saint-Pol     | 18. Pietro II di Lussemburgo-Saint-Pol |  |  |       |  |  |                                 |  |  |                                      |  |
|                                    |                                   | 9. Maria di Lussemburgo-Saint-Pol     | 19. Margherita di Savoia               |  |  |       |  |  |                                 |  |  |                                      |  |
| 2. Luigi I di Borbone-Condé        |                                   | 9. Maria di Lussemburgo-Saint-Pol     |                                        |  |  |       |  |  |                                 |  |  |                                      |  |
|                                    |                                   | 10. Renato d'Alençon                  | 20. Giovanni II d'Alençon              |  |  |       |  |  |                                 |  |  |                                      |  |
|                                    |                                   | 10. Renato d'Alençon                  | 20. Giovanni II d'Alençon              |  |  |       |  |  |                                 |  |  |                                      |  |
|                                    |                                   | 10. Renato d'Alençon                  | 21. Maria d'Armagnac                   |  |  |       |  |  |                                 |  |  |                                      |  |
| 5. Francesca d'Alençon             |                                   | 10. Renato d'Alençon                  |                                        |  |  |       |  |  |                                 |  |  |                                      |  |
|                                    |                                   | 11. Margherita di Lorena              | 22. Federico II di Vaudémont           |  |  |       |  |  |                                 |  |  |                                      |  |
|                                    |                                   | 11. Margherita di Lorena              | 22. Federico II di Vaudémont           |  |  |       |  |  |                                 |  |  |                                      |  |
|                                    |                                   | 11. Margherita di Lorena              | 23. Iolanda d'Angiò                    |  |  |       |  |  |                                 |  |  |                                      |  |
| 1. Carlo di Borbone-Soissons       |                                   | 11. Margherita di Lorena              |                                        |  |  |       |  |  |                                 |  |  |                                      |  |
|                                    | 12. Luigi I d'Orléans-Longueville | 24. Francesco I d'Orléans-Longueville |                                        |  |  |       |  |  |                                 |  |  |                                      |  |
|                                    | 12. Luigi I d'Orléans-Longueville | 24. Francesco I d'Orléans-Longueville |                                        |  |  |       |  |  |                                 |  |  |                                      |  |
|                                    | 12. Luigi I d'Orléans-Longueville | 25. Agnese di Savoia                  |                                        |  |  |       |  |  |                                 |  |  |                                      |  |
| 6. Francesco d'Orléans-Longueville | 12. Luigi I d'Orléans-Longueville |                                       |                                        |  |  |       |  |  |                                 |  |  |                                      |  |
|                                    |                                   | 13. Giovanna di Hochberg              | 26. Filippo di Hochberg                |  |  |       |  |  |                                 |  |  |                                      |  |
|                                    |                                   | 13. Giovanna di Hochberg              | 26. Filippo di Hochberg                |  |  |       |  |  |                                 |  |  |                                      |  |
|                                    |                                   | 13. Giovanna di Hochberg              | 27. Maria di Savoia                    |  |  |       |  |  |                                 |  |  |                                      |  |
| 3. Francesca d'Orléans-Longueville |                                   | 13. Giovanna di Hochberg              |                                        |  |  |       |  |  |                                 |  |  |                                      |  |
|                                    |                                   | 14. Charles de Rohan                  | 28. Pierre de Rohan                    |  |  |       |  |  |                                 |  |  |                                      |  |
|                                    |                                   | 14. Charles de Rohan                  | 28. Pierre de Rohan                    |  |  |       |  |  |                                 |  |  |                                      |  |
|                                    |                                   | 14. Charles de Rohan                  | 29. Francoise de Penhoet               |  |  |       |  |  |                                 |  |  |                                      |  |
| 7. Jacqueline de Rohan             |                                   | 14. Charles de Rohan                  |                                        |  |  |       |  |  |                                 |  |  |                                      |  |
|                                    |                                   | 15. Jeanne de Saint-Severin           | 30. Bernard de Saint-Severin           |  |  |       |  |  |                                 |  |  |                                      |  |
|                                    |                                   | 15. Jeanne de Saint-Severin           | 30. Bernard de Saint-Severin           |  |  |       |  |  |                                 |  |  |                                      |  |
|                                    |                                   | 15. Jeanne de Saint-Severin           | 31. Giovanna Eleonora Piccolomini      |  |  |       |  |  |                                 |  |  |                                      |  |
|                                    |                                   | 15. Jeanne de Saint-Severin           |                                        |  |  |       |  |  |                                 |  |  |                                      |  |